# Лямбда Павлина
Лямбда Павлина (лат. λ Pavonis) — одиночная переменная звезда в созвездии Павлина. Бело-голубая звезда, слабо видна невооружённым глазом, обладает видимой звёздной величиной около 4,22. Звезда находится на расстоянии около 1400 световых лет от Солнца, оценка получена по данным о годичном параллаксе. Входит в состав ассоциации Скорпиона — Центавра.
Массивная Be-звезда, быстро вращающаяся голубая горячая звезда с газовым диском вокруг неё. Представляет собой переменную звезду типа Гаммы Кассиопеи или оболочечную звезду, которая в какой-то момент увеличила блеск до 4,0. Спектральный класс B2Ve означает, что это звезда главной последовательности спектрального класса B, производящая энергию в ходе ядерных реакций горения водорода в ядре. Объект быстро вращается, проекция скорости вращения составляет 190 км/с. Благодаря этому звезда имеет сплюснутую форму, экваториальное утолщение составляет около 10% от полярного радиуса. Лямбда Павлина обладает массой 12,5 масс Солнца, а радиус (полярный) превосходит Солнца в 9 раз. Светимость в 8450 превышает светимость Солнца, эффективная температура фотосферы составляет 20300 K.
Вариации излучения Лямбды Павлина привели к обсуждениям, является ли звезда двойной, одиночной или пульсирующей переменной звездой.